# Кубок Ліхтенштейну з футболу 2002—2003
Кубок Ліхтенштейну з футболу 2002—2003 — 58-й розіграш кубкового футбольного турніру в Ліхтенштейні. Титул здобув Вадуц.

## Календар
| Раунд        | Дата                              | Матчі | Клуби  |
| ------------ | --------------------------------- | ----- | ------ |
| Перший раунд | 21 вересня 2002 - 2 жовтня 2002   | 8     | 16 → 8 |
| 1/4 фіналу   | 22 жовтня 2002 - 6 листопада 2002 | 4     | 8 → 4  |
| 1/2 фіналу   | 8 - 21 квітня 2003                | 2     | 4 → 2  |
| Фінал        | 1 червня 2003                     | 1     | 2 → 1  |

## Перший раунд
| Команда 1       | Рахунок | Команда 2   |
| --------------- | ------- | ----------- |
| 24 вересня 2002 |         |             |
| Шан II          | 1–5     | Вадуц-2     |
| Руггелль II     | 1–5     | Шан         |
| 25 вересня 2002 |         |             |
| Вадуц III       | 0–15    | Ешен-Маурен |
| Шан Аццуррі     | 0–11    | Вадуц       |
| 1 жовтня 2002   |         |             |
| Трізен II       | 2–8     | Бальцерс    |
| Трізенберг II   | 1–5     | Трізен      |
| 2 жовтня 2002   |         |             |
| Бальцерс II     | 4–2     | Руггелль    |
| Ешен-Маурен II  | 4–2     | Трізенберг  |

## 1/4 фіналу
| Команда 1        | Рахунок | Команда 2   |
| ---------------- | ------- | ----------- |
| 22 жовтня 2002   |         |             |
| Бальцерс II      | 0–6     | Бальцерс    |
| Ешен-Маурен II   | 3–0     | Вадуц-2     |
| Трізен           | 5–6     | Ешен-Маурен |
| 6 листопада 2002 |         |             |
| Шан              | 0–5     | Вадуц       |

## 1/2 фіналу
| Команда 1      | Рахунок | Команда 2      |
| -------------- | ------- | -------------- |
| 8 квітня 2003  |         |                |
| Бальцерс       | 1–0     | Ешен-Маурен II |
| 21 квітня 2003 |         |                |
| Ешен-Маурен    | 1–7     | Вадуц          |

## Фінал
| 1 червня 2003 |

| Бальцерс | 0–6 | Вадуц                                                   |
| -------- | --- | ------------------------------------------------------- |
|          |     | Т. Бек 10', 17', 35', 75' (пен.), 90' М. Польверіно 45' |

| Райнпарк, Вадуц Глядачів: 1,000 Арбітр: Дітер Шох (Швейцарія) |